# Буряченко, Таисия Ивановна
Буряченко Таисия Ивановна (1 января 1919, Кривой Рог, Херсонская губерния — апрель 1942, Кривой Рог, Днепропетровская область) — криворожская подпольщица, член подпольной группы «Красногвардеец».

## Биография
Родилась 1 января 1919 года в Кривом Роге в крестьянской семье.
Окончила криворожскую среднюю школу № 37. В 1936—1937 годах — старшая пионервожатая школы № 37, культработник клуба села Божедаровка, где создала сельскую организацию ЛКСМ Украины. В 1938—1939 годах — табельщица шахты «Красный горняк» рудника имени Розы Люксембург. Вышла замуж и в 1939 году вместе с мужем-пограничником выехала на западную границу СССР. В 1941 году муж погиб в первых боях Великой Отечественной войны и Таисия вернулась в Кривой Рог. В 1937—1941 годах с перерывом работала воспитательницей в детском саду рудника имени Розы Люксембург. Осенью 1941 вошла в состав подпольной группы «Красногвардеец», была активным её членом. Вела агитацию против немецкого оккупационного режима в Кривом Роге, лично выпустила около 150 листовок. Отметилась исключительной храбростью.
23 февраля 1942 года была хвачена полицаями при расклеивании листовок, её выдал староста станции Роковатая. Передана в гестапо, где подверглась длительным пыткам, на глазах матери пытали малолетнего сына Александра. В апреле 1942 года после длительных пыток была повешена во дворе гестаповской тюрьмы на окраине Кривого Рога. Могила не сохранилась. После смерти её стали называть «Криворожская Зоя».
После казни Таисии её сына взяла на воспитание в свою семью сестра Прасковья. Когда Александру было 8 лет они переехали на Брянщину, в посёлок Белая Берёзка. В будущем Александр Леонидович Буряченко стал поэтом и журналистом, автором поэтических сборников. Член Союза писателей России с 1994 года. Скоропостижно скончался 18 мая 2004 года.

## Память
- В 1989 году основан и в 1990 году открыт Образцовый[7] историко-краеведческий музей имени подпольщицы Криворожья Т. И. Буряченко[8].
- С 1990 года имя носит бывшая Ставропольская улица в Терновском районе Кривого Рога[9];
- 8 мая 1990 года по инициативе учеников криворожской школы № 37, с помощью городских властей, с участием Терновского совета ветеранов, жителей Божедаровки и работников шахты «Гвардейская» был открыт барельеф Таисии Буряченко на одном из домов по улице Буряченко (группа скульпторов во главе с М. Колосовским)[10]. В мае 2001 года барельеф открыт повторно во дворе школы № 37 в связи с демонтажем новыми хозяевами со старого места установки[11];
- Имя на памятном знаке подпольной группе «Красногвардеец»[12];
- Терновским филиалом Криворожского историко-краеведческого музея проводятся тематические экскурсии «Криворожская Зоя» — Таисия Буряченко и отряд «Красногвардеец»[13].